# Poarta Vămii din Brașov

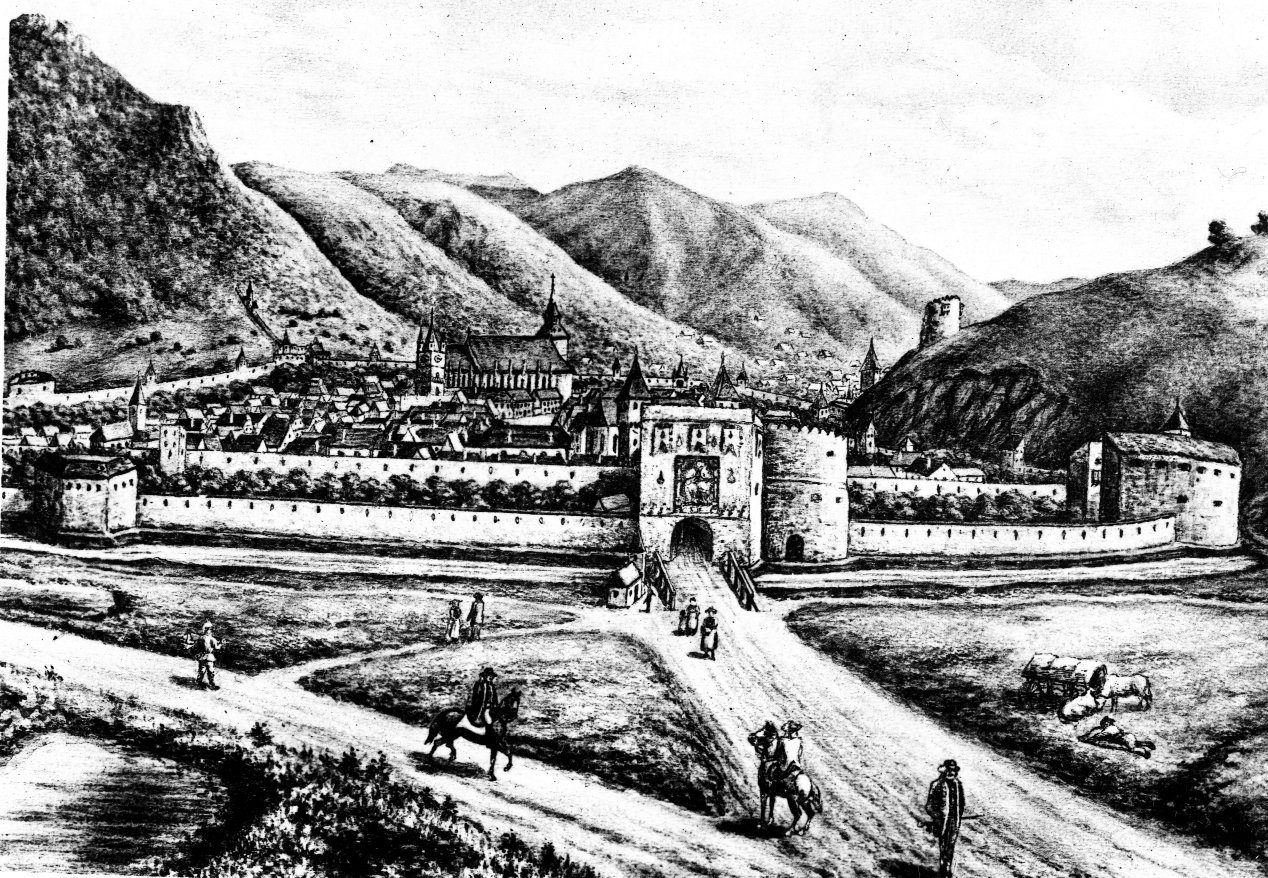
Stampa Brașovului înainte de incendiul din 1689, cu Poarta Vămii și turnul mănăstirii dominicane în prim plan

Poarta Vămii (1689, înainte de incendiu)

Poarta Vămii sau a Mănăstirii a fost principala poartă de acces din cele trei porți ale cetății Brașovului, situată la capătul străzii Mureșenilor de astăzi (pe atunci strada Vămii), era compusă dintr-un bastion și o barbacană, în lungime totală de aproape 100 m. 
Poarta în forma ei de la marele incendiu din 1689 a fost construită în secolul al XVI-lea, întărită cu stâlpi grei de stejar, ce se băgau cu capetele lor în două găuri făcute în zid. Turnul porții - cea mai veche parte a fortificației, datând din secolul al XIV-lea - era crenelat, pe partea dinspre oraș având un cadran solar. Pe frontispiciul Porții Vămii era reprezentat pe un tablou mare în culori împăratul Sigismund de Luxemburg, cel care la 10 martie 1395 a dat poruncă pentru fortificarea orașului. 
Sistemul defensiv era alcătuit din ciocuri și guri de aruncare și de un pod mobil cu lanțuri, care se trăgea noaptea. Barbacana porții, în formă de potcoavă, se întindea până la Cercul Militar de astăzi, dar zidurile cetății și turnul fortificației se aflau pe locul bulevardului Eroilor. În zidul bastionului, lângă turn, se afla o portiță pentru pietoni. Spre interiorul orașului se întindea un coridor boltit, lung de 30 de metri. Șanțul cu apă din fața bastionului era trecut pe un pod mobil de lemn. Pe parcursul coridorului interior, drumul putea fi blocat prin mai multe porți și gratii, ceea ce facea ca bastionul sa fie inexpugnabil. Pe parcursul de la poarta exterioară până în oraș, drumul putea fi blocat prin mai multe porți și gratii, complexul fiind practic de necucerit. 
În 1562 deținea 33 de puști, 10 puști pragheze și 7 tunuri mici. În timp de pace paza era asigurată de un „căpitan de poartă”, cu opt slujitori înarmați.
Pe această poartă a intrat în oraș, la 1 martie 1600, Mihai Viteazul. Tot pe aceasta poartă domnitorul a părăsit orașul la 1 iulie 1600, după încheierea victorioasă a campaniei din Moldova. 
Frumusețea porții a fost puternic afectată de cutremurul din 1738, ea practic prăbușindu-se. A fost dărâmată definitiv abia în 1836. 

## Poarta nouă

Poarta nouă a Vămii

În 1838 a fost construită în locul vechii căi de acces în cetate o poartă asemănătoare celei din Șchei, în stil brandemburghez (meșter constructor: Andreas Dieners) având câte două treceri pentru vehicule și pietoni. Aceasta a durat doar jumătate de veac. În 1891, când au fost puse șinele pentru tramvaiul cu aburi, locomotiva nu a încăput pe sub poartă, așa că a fost demolată.